# Уманьферммаш
Уманьферммаш — предприятие в городе Умань Черкасской области Украины.

## История
Строительство Уманского опытного завода сельскохозяйственного машиностроения «Уманьсельмаш» было начато в соответствии с восьмым пятилетним планом развития народного хозяйства СССР, в 1969 году им была выпущена первая продукция.
В соответствии с девятым пятилетним планом развития народного хозяйства СССР началось расширение предприятия.
В целом, в советское время завод входил в число ведущих предприятий города Умань.
До 1991 года предприятие специализировалось на выпуске трёх видов машин для животноводства и кормопроизводства и было монополистом в своей нише.
В мае 1995 года Кабинет министров Украины утвердил решение о приватизации производственного объединения «Уманьферммаш».
В дальнейшем, в июле 1996 года государственное предприятие было реорганизовано в открытое акционерное общество.
В августе 1997 года завод был включён в перечень предприятий, имеющих стратегическое значение для экономики и безопасности Украины.
В 2003 году контрольный пакет акций выкупил Мариупольский металлургический комбинат имени Ильича. В дальнейшем, завод был перепрофилирован на выпуск машин для переработки сельскохозяйственной продукции, почвообрабатывающей и свеклоуборочной техники, транспортных средств. Номенклатура выросла до 70 наименований продукции и 250 видов запчастей к ним; объёмы производства и реализации продукции за четыре года выросли более чем в 6 раза.

## Награды
Предприятие — неоднократный победитель Всеукраинского конкурса «Лучший работодатель года», награждено золотыми и серебряными медалями и дипломами Международных сельскохозяйственных выставок.